# Aman (Tolkien)
Aman (Blaženo kraljestvo ali Neumrljive dežele) je dom Valarjev zahodno od Srednjega sveta, čez Veliko morje. V te dežele so smeli izmed vseh ljudstev le vilini. Po koncu Prvega veka in vse naprej do začetka Četrtega so se le-ti množično podajali na to pot, da bi tam našli svoj raj, stran od vseh bridkosti. Njihove ladje so plule iz Sivih pristanov vse tja na skrajni zahod Arde.